# Bilousivka (Pidlisnivka), Sumî
Bilousivka (în ucraineană Білоусівка) este un sat în comuna Pidlisnivka din raionul Sumî, regiunea Sumî, Ucraina.

## Demografie
Componența lingvistică a localității Bilousivka
     Ucraineană (90,91%)
     Rusă (9,09%)
Conform recensământului din 2001, majoritatea populației localității Bilousivka era vorbitoare de ucraineană (90,91%), existând în minoritate și vorbitori de rusă (9,09%).